# Siphonogorgia boschmai
Siphonogorgia boschmai is een zachte koraalsoort uit de familie Nidaliidae. De koraalsoort komt uit het geslacht Siphonogorgia. Siphonogorgia boschmai werd in 1966 voor het eerst wetenschappelijk beschreven door Verseveldt. 